# Witold Maliszewski (siatkarz)
Witold Maliszewski (ur. 15 stycznia 1922 w Poznaniu, zm. 28 kwietnia 1976) – polski siatkarz, mistrz i reprezentant Polski, zawodnik klubów wrocławskich.
Po II wojnie światowej zamieszkał z rodzicami w Jeleniej Górze i występował w tamtejszej drużynie Elektryka. W 1947 został studentem wydziału elektrycznego Politechniki Wrocławskiej i zawodnikiem AZS Wrocław. W barwach AZS sięgnął po mistrzostwo Polski w 1948 i 1950 oraz wicemistrzostwo w 1949. Następnie był zawodnikiem Gwardii Wrocław, z którą zdobył wicemistrzostwo (1952, 1954, 1955) i brązowy medal (1953, 1956) mistrzostw Polski. We wrocławskim klubie występował do 1962. Następnie był trenerem w KKS Odra Wrocław. Zajęcie to łączył z pracą zawodową we wrocławskim Poltegorze.
W latach 1948–1957 wystąpił 36 razy w reprezentacji Polski. Debiutował 9 września 1948 w meczu Igrzysk bałkańskich w Sofii z Bułgarią. Wystąpił m.in. w I mistrzostwach świata w 1949 (5 m.) i mistrzostwach Europy w 1950 (6 m.). Po tym ostatnim turnieju w kadrze narodowej grał sporadycznie, ostatni raz 21 września 1957 w meczu z Węgrami, w którym jako reprezentacja Polski wystąpiła reprezentacja Wrocławia.
Na początku 1952 otrzymał tytuł mistrza sportu.
Zmarł na raka płuc.
Jego bratem był reprezentacyjny siatkarz Tadeusz Maliszewski.